# Helmroest
De helmroest (Puccinia elymi) is een schimmel behorend tot de familie Pucciniaceae. Biotrofe parasiet die spermogonia en aecia vormt op de onderzijde van blad van Akeleiruit (Thalictrum aquilegiifolium) en Kleine ruit (T. minus), en uredinia en telia op de bovenzijde van de bladeren van Helm (Ammophila arenaria), Noordse helm (x Calammophila) en Zandhaver (Leymus arenarius).

## Kenmerken
Zoals bij alle Puccinia-soorten groeit het mycelium van Puccinia elymi intercellulair en vormt het zuigdraden die uitgroeien tot het opslagweefsel van de gastheer. Hun pycnia en aecia worden niet nader beschreven. De uredia groeien afzonderlijk of in rijen en zijn lichtbruin. Hun Urediniosporen zijn bolvormig tot licht ellipsvormig, 22-32 x 17-23 µm groot, lichtbruin en stekelig. De telia van de soort groeien ovaal aan de onderkant van het blad en zijn lang bedekt en grijsachtig. De teliosporen zijn twee- tot viercellig, knotsvormig tot spoelvormig en 54–90 x 10–18 µm groot. Ze zijn lichtbruin, hun stengel is erg kort en bruin.
Op ruit (Thalictrum) komen drie roestsoorten voor die aecia vormen. Die van helmroest zijn te herkennen aan hun aanwezigheid op verdikte plekken aan zowel de bladboven- als onderzijde, met de aecia uitsluitend aan de onderzijde van de bladeren. Op helm (Ammophila arenaria) van drie andere roestsoorten te onderscheiden door de vaak 3-4-cellige teliosporen zonder uitsteekseltjes aan de top en aan de uredinia zonder parafysen en 23-35 x 20-28 µm grote min of meer ronde urediniosporen met tot 3,5 µm dikke celwand.

## Verspreiding
Puccinia elymi heeft een verspreidingsgebied dat zich uitstrekt over heel Eurazië. In Nederland komt de helmroest uiterst zeldzaam voor.